# 盧森堡王朝

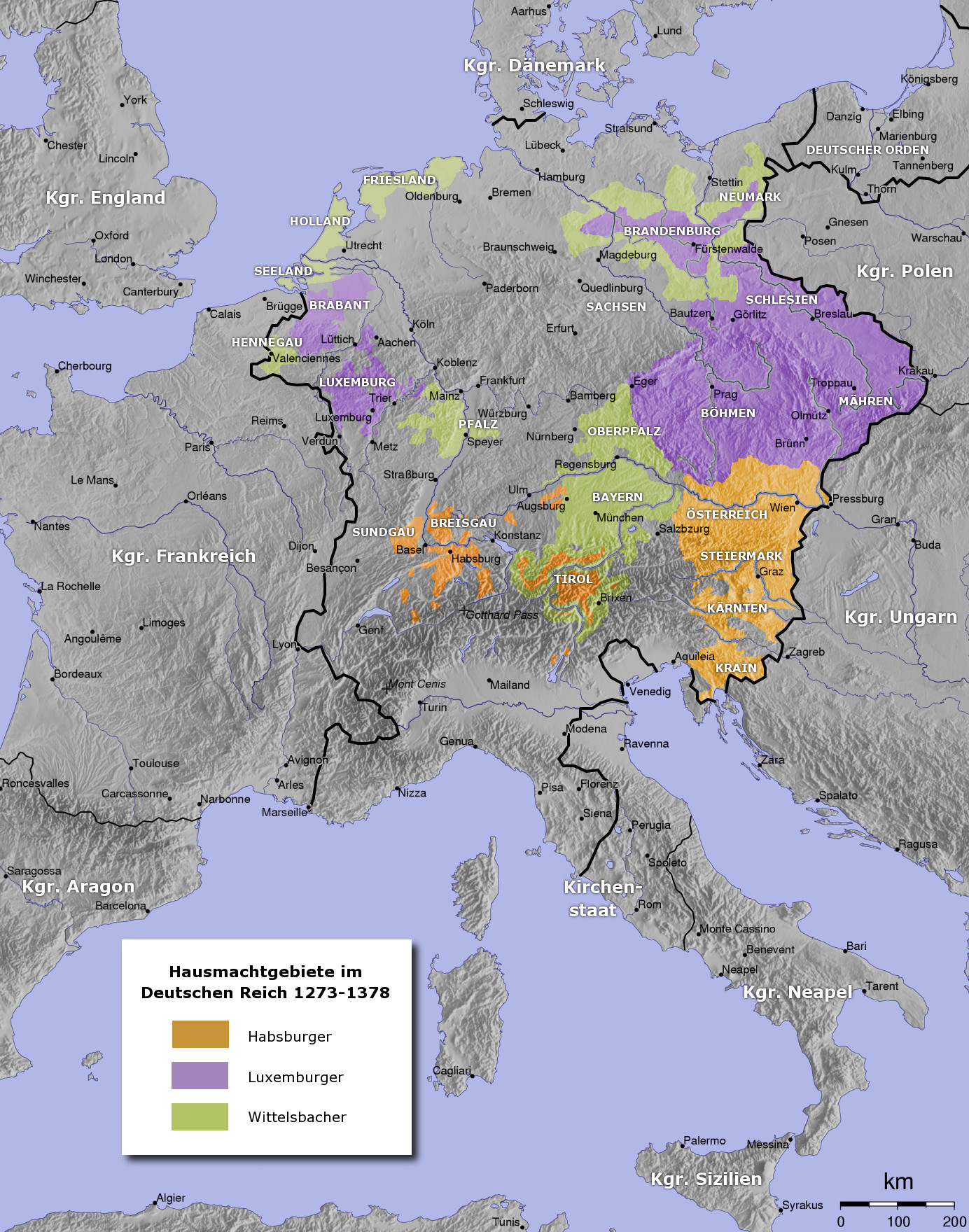
1273年到1378年間的神聖羅馬帝國
----
哈布斯堡領土
盧森堡領土
維特爾斯巴赫領土

盧森堡王朝是一個中世紀德意志地區的王朝，其王室成員在1308年至1437年間三度成為神聖羅馬皇帝。1308年盧森堡伯爵亨利成為了羅馬之王，並於1312年由教宗加冕為神聖羅馬帝國皇帝。而他的兒子盧森堡的約翰則只是盧森堡伯爵及波希米亞國王。期間王朝成員斷斷續續統治神聖羅馬帝國，並且兩度被競爭對手維特爾斯巴赫王朝奪得皇位稱號。在西吉斯蒙德皇帝死後，盧森堡王朝絕嗣，並被哈布斯堡王朝所接替。盧森堡王朝亦是亞爾丁-凡爾登王朝的分支。

## 著名成員
- 亨利七世 (1275年–1313年) — 神聖羅馬皇帝。
- 約翰一世 (1296年–1346年) — 亨利之子，波希米亞國王。
- 盧森堡的布拉德溫 (1307年–1354年在位) — 亨利之弟。
- 查理四世 (1316年–1378年) — 約翰之子，神聖羅馬皇帝。
- 摩拉維亞的約布斯特 (1351年-1411年) - 查理之姪，羅馬人的國王。
- 溫塞斯拉斯四世 (1361年–1419年) — 查理之子，波希米亞國王、羅馬人的國王。
- 西吉斯蒙德 (1368年–1437年) — 查理之子，神聖羅馬皇帝[2]。
- 盧森堡的伊莉莎白 (1409年–1442年)— 西吉斯蒙德之女，阿爾布雷希特二世之妻，將大部分盧森堡王朝的遺產移交給哈布斯堡以及雅蓋沃的女繼承人。